# Тадич, Бранко
Бранко Тадич (серб. Бранко Тадић; род. 4 октября 1973) — сербский шахматист, гроссмейстер (2010). Чемпион Сербии (2006). Второе место на первенстве Белграда (2010).
Победитель турнира в Крушеваце по рапиду (2014).
Вместе с гроссмейстерами Иваном Иванишевичем и Милошем Перуновичем основатель "Champions Chess Academy". 

## Изменения рейтинга
| Графики недоступны из-за технических проблем. См. информацию на Фабрикаторе и на mediawiki.org. |